# 銀銅氯鉛礦
銀銅氯鉛礦（英語：Boleite）是一種複雜的鹵化物礦物，化學式為KPb26Ag9Cu24(OH)48Cl62。它於1891年首次被描述為氯氧化物礦物。它是一種等軸礦物，可以形成深藍色立方體。與銀銅氯鉛礦有關的礦物有很多，如水氯铜铅矿（pseudoboleite）、錐氯铜铅矿（cumengite）和羟氯铜铅矿，它們都具有相同的複雜晶體結構。它們都包含亮藍色的立方體形式，形成於鉛和銅礦床的蝕變帶中，這些鉛和銅礦床是在含氯溶液與原生硫化物礦物反應過程中產生的。

## 發現

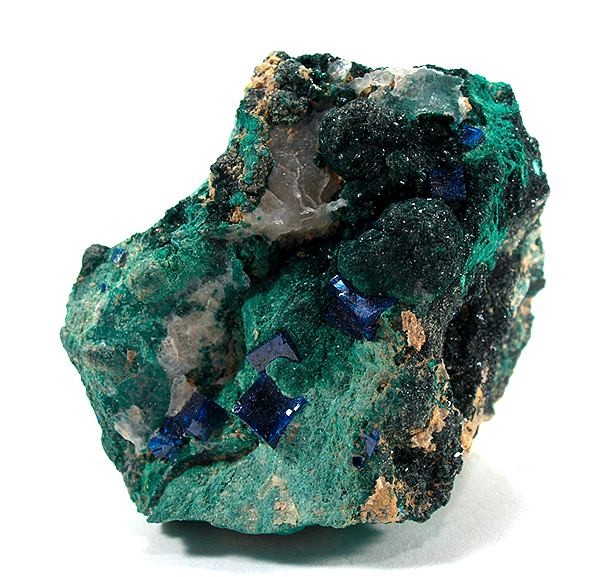
來自墨西哥薩卡特卡斯馬薩皮爾市諾切布埃納聖羅莎礦山的銀銅氯鉛礦和氯铜矿

銀銅氯鉛礦最初是在墨西哥Boleo收集的一種含非常少量的銀、銅和鉛礦石中發現。銀銅氯鉛礦以其發現地El Boleo礦命名，該礦位於墨西哥聖羅薩利亞附近的巴哈半島。

## 外部連結
- Gossner, Bernard.  (PDF). The American Mineralogist. December 1928, 13: 580–582  [2022-11-30]. （原始内容存档 (PDF)于2022-11-30）.
- Cooper, Mark A.; Hawthorne, Frank C. . The Canadian Mineralogist. August 2000, 38 (4): 801–808. doi:10.2113/gscanmin.38.4.801.
- Parker, Robert L. (1981). Rocks and Mineral Deposits. W.H. Freeman and Company. San Francisco. 343–422.
- Pirsson, Louis V. (1964). Rocks and Rock Minerals. John Wiley & Sons, Inc. New York, London. 34-56
- Williams, Peter A., Thomas, John H., Humphries, Alun, Samad, Abdul F. (1981). “Chemical Studies on the Stabilities of Boleite and Pseudoboleite”. Mineralogical Magazine v.44: 101-104 3[永久]